# ヴィンチェンツォ・ジョベルティ
ヴィンチェンツォ・ジョベルティ(イタリア語: Vincenzo Gioberti, 1801年4月5日 - 1852年10月26日)は、イタリアのイタリア統一運動時代の政治家、哲学者、作家、愛国者である。サルデーニャ王国首相を務めたほか、著書『イタリア人の倫理的、市民的優位について』はイタリア統一において大きな役割を果たした。

## 生涯

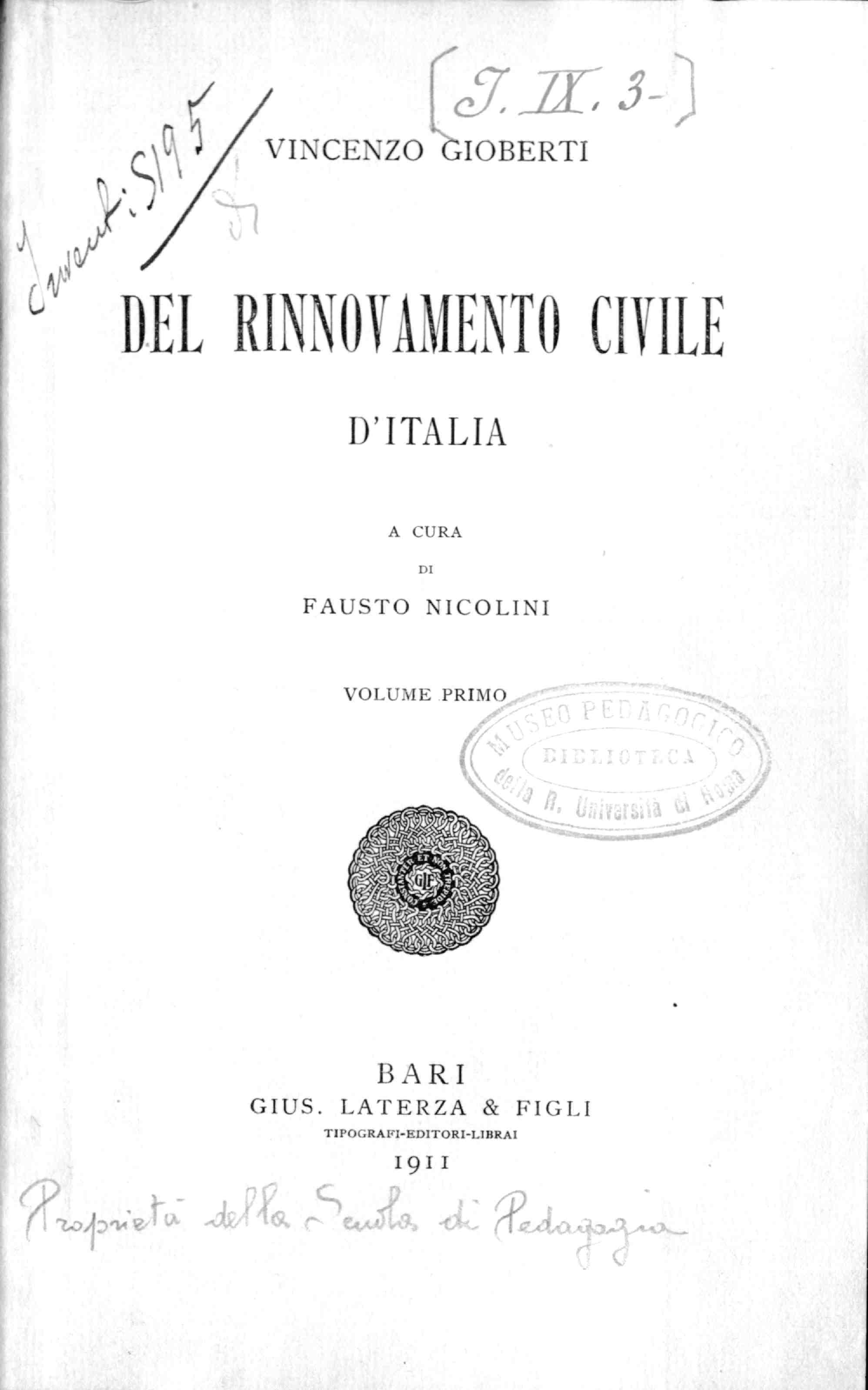
『イタリアの市民革新』（1911年）

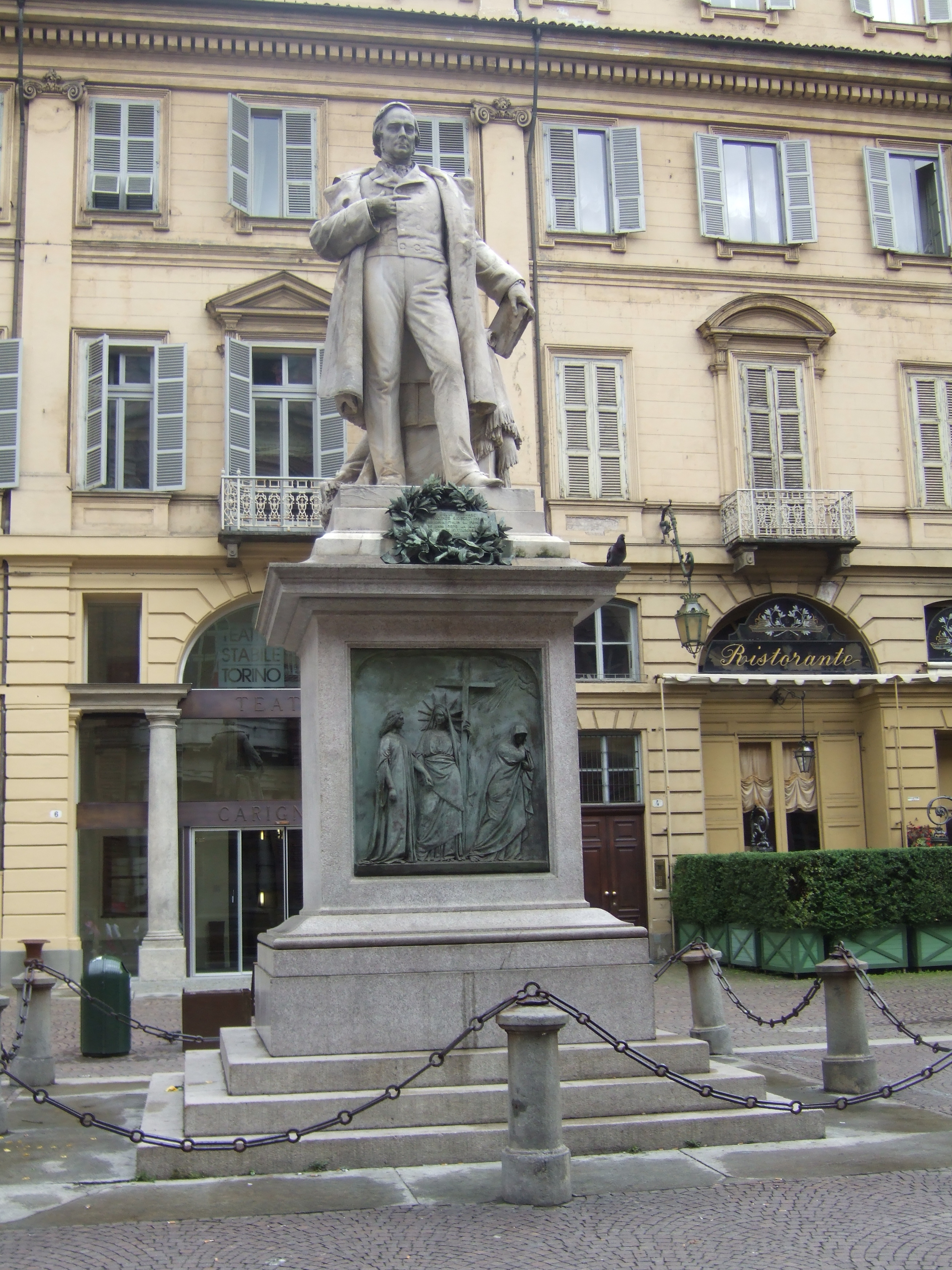
ジョベルティ像（トリノ）

ヴィンチェンツォ・ジョベルティはサルデーニャ王国のトリノに生まれ、幼いころに両親を亡くした。16歳で聖職者として認められた後は、トリノ大学に進学して神学を修めた。
1828年からはロンバルディア地方を旅し、道中でアレッサンドロ・マンゾーニと親しくなった。思想的にジュゼッペ・マッツィーニの影響を受け、青年イタリアに同調。イタリアの統一とオーストリア帝国支配からの脱却を志すようになり、またその方法はサルデーニャ王国の拡大や民衆革命による統一ではなく、教皇首位説に関連してローマ教皇による王政国家を志した。宗教関係者の間でジョベルティの主張は勢力を増していき、それを危険視されたため1833年にジョベルティはマッツィーニに加担した嫌疑で逮捕された。4か月に及ぶ投獄の後、裁判なしでイタリアからの追放を言い渡されたジョベルティは、当初はパリに、一年後はブリュッセルに居住し、またヨーロッパの主要都市を転々とする暮らしを1845年まで続けた。
この期間ジョベルティは執筆活動に専念し、1843年に出版された著書『イタリア人の倫理的、市民的優位について』ではイタリアは文化的に世界に優位に立っているとして教皇を盟主とする連邦国家を提案し、教皇中心の統一を主張する「ネオグェルフ主義」の中心人物として聖職者をはじめとする保守的な人々から注目された。当時としては近代化に理解ある教皇としてピウス9世が「覚醒教皇」と呼ばれていたこと、マッツィーニの人民による革命思想が行き詰まりを見せていたこと、ジョベルティはイタリアの経済的事情も鑑みて現実的な統一案を提示していことが、ジョベルティのこの主張に拍車をかけた。
また「イタリア人民は願望であって実体ではなく、仮定であって現実ではなく、名前であって実態ではない」として、人民による革命を望むマッツィーニとは決別した。教皇を中心とする連邦制は現実的ではないとしてチェザーレ・バルボはジョベルティを批判したが、一方で二人はともに統一を目指しイタリア諸邦による関税同盟を訴えている。マッシモ・ダゼーリョもバルボに賛意を示し、教皇による統一は近代社会にそぐわないとしてジョベルティとは対立した
1846年にはカルロ・アルベルトから恩赦が出され、1847年末にサルデーニャ王国へ帰国。その後は政界に進出し、その思想が大きな影響力を持っていたことから1848年12月16日から1849年2月21日にかけてはサルデーニャ王国首相を務めた。しかしオーストリア帝国との戦争を継続する意思を見せたカルロ・アルベルトや皇太子のヴィットーリオ・エマヌエーレ2世とは意見が対立し、結果2カ月で首相職を辞してしまう。
その後はブリュッセルに戻り執筆活動を再開。1850年には『イタリアの市民革新』などを出版して大きな反響を呼ぶが、1852年10月26日にパリで死亡した。